# 1992年夏季残疾人奥林匹克运动会瑞士代表团
1992年夏季残疾人奥林匹克运动会瑞士代表团是瑞士派出的1992年夏季残疾人奥林匹克运动会代表团。获得6枚金牌、16枚银牌和13枚铜牌。